# Rūd Āb-e Pā'īn
Rūd Āb-e Pā'īn (persiska: رود آب سفلی, Rūd Āb-e Soflá, رود آب پائين) är en ort i Iran.   Den ligger i provinsen Kerman, i den sydöstra delen av landet, 1 000 km sydost om huvudstaden Teheran. Rūd Āb-e Pā'īn ligger 1 105 meter över havet och antalet invånare är 325.
Terrängen runt Rūd Āb-e Pā'īn är huvudsakligen kuperad, men åt sydost är den platt.Runt Rūd Āb-e Pā'īn är det glesbefolkat, med 17 invånare per kvadratkilometer. Närmaste större samhälle är Mardehek, 6,9 km sydväst om Rūd Āb-e Pā'īn. Trakten runt Rūd Āb-e Pā'īn är ofruktbar med lite eller ingen växtlighet.